# Koralówkowate
Koralówkowate, gałęziakowate (Ramariaceae Corner) – przestarzały takson grzybów w randze rodziny, znajdujący się według niektórych klasyfikacji w ówczesnym rzędzie bezblaszkowców (Aphylloporales). Rodzinę tę utworzył Edred Corner w artykule Supplement to A monograph of Clavaria and allied genera, opublikowanym w „Beihefte zur Nova Hedwigia” z 1970 r.